# Вербовка в спецслужбы
Вербо́вка в спецслужбы — процесс привлечения лиц к сотрудничеству с разведывательными, контрразведывательными и другими специальными службами с целью получения секретной информации, выполнения оперативных задач и обеспечения государственной безопасности. Вербовка является одним из ключевых методов работы спецслужб и используется как в разведке, так и в контрразведке. Этот процесс основан на выявлении мотивации объекта, установлении психологического контакта и последующем управлении агентом.

## История
Вербовка как метод получения разведывательной информации использовалась с древних времён. В государствах Древнего Египта, Персии, Китая и Рима существовали системы сбора данных через тайных осведомителей. В Древнем Риме контроль за солдатами и иностранными посольствами частично осуществлялся с помощью доносчиков (Delatores), однако их роль в военной разведке была ограниченной. Основными источниками информации служили разведывательные дозоры (Exploratores), курьеры (Frumentarii) и позднее agentes in rebus.
Во времена раннего Нового времени вербовка стала важным инструментом в политической борьбе. Например, Шарль д’Артаньян, прототип героя романа «Три мушкетёра», выполнял секретные миссии для кардинала Мазарини, включая разведку в Англии.

### Методы вербовки в средневековой Японии
Помимо европейских и ближневосточных традиций, методы вербовки активно использовались и в Азии. В средневековой Японии, например, ниндзя применяли специальные техники для привлечения агентов, что отражено в восьмом томе Бансэнсюкай («Великое собрание десяти тысяч рек», XVII век). Этот раздел описывает тактики, используемые для проникновения в ряды противника, управления информацией и его дестабилизации изнутри. Многие из этих методов схожи с современными практиками спецслужб.
«Искусство уподобления червю в желудке» (миномуси-но дзюцу)
Ниндзя искали недовольных или обиженных слуг вражеского клана, чтобы превратить их в своих агентов. В тексте перечисляются следующие типы уязвимых людей:
- Те, чьи предки были несправедливо наказаны.
- Талантливые, но недооценённые воины.
- Жадные или корыстные личности.
- Те, кто служит противнику лорда, но имеет родственников в его стане.

Вербовка включала такие этапы, как подкуп, психологическое давление и контроль над значимыми для объекта людьми.
«Искусство внедрения в среду местных жителей» (сатобито-но дзюцу)
Ниндзя заблаговременно внедрялись в провинцию противника, находили амбициозных или обиженных местных жителей и склоняли их к предательству. В обмен им предлагали золото, землю или покровительство.
«Искусство уподобления светлячку» (хотаруби-но дзюцу)
Метод дезинформации: ниндзя подбрасывали поддельные письма, компрометирующие вражеских командиров, чтобы вызвать подозрения и раскол в стане противника. Если агента ловили, он «раскрывал» ложный заговор, усиливая недоверие среди врагов.
«Искусство уподобления вывернутому наизнанку мешку» (фукурогаэси-но дзюцу)
Ниндзя выдавал себя за перебежчика, предлагая врагу свои услуги. Заручившись доверием, он передавал ложные сведения или организовывал диверсии.
Бансэнсюкай подчёркивает:
- Успех вербовки зависит от гибкости, знания психологии и умения использовать слабости врага. Эти принципы актуальны и в современном мире.

В XX веке вербовка трансформировалась в научно обоснованный процесс, интегрировавший достижения психологии, социологии и технические средства В период Холодной войны (1947-1991 гг.) спецслужбы КГБ и ЦРУ довели эти методы до совершенства, создавая разветвлённые агентурные сети в ключевых сферах:
- Проникновение в научные круги (особенно в ядерные программы противника)
- Вербовка в политических и военных структурах
- Использование технических средств (прослушка, шифрование)
- Операции по дезинформации[5]

Наиболее показательными примерами такого подхода стали операции по проникновению в ядерные программы противника, где агентурная разведка сыграла решающую роль в стратегическом балансе сил.

## Методы вербовки
Существует несколько основных методов вербовки:

### Идейно-политическая мотивация
Используется при работе с лицами, разделяющими взгляды вербующей стороны. Такие агенты действуют из убеждений и демонстрируют наибольшую преданность. Например, во время Второй мировой войны многие агенты работали против нацистов из идеологических соображений.

### Материальный интерес
Объект вербовки привлекается финансовыми или имущественными выгодами. Это один из наиболее распространённых методов в оперативной практике. Например, Олдрич Эймс, сотрудник ЦРУ, был завербован КГБ за крупные денежные вознаграждения.

### Компрометация и шантаж
Создание или использование компрометирующей информации об объекте, которая может заставить его сотрудничать под угрозой разоблачения. Например, КГБ активно использовало компромат для вербовки западных медиамагнатов. Советская разведка активно применяла "медовые ловушки" для компрометации иностранных дипломатов и сотрудников спецслужб, создавая искусственные ситуации, которые вынуждали человека сотрудничать.

### Личностные связи
Агентура вербуется через родственников, друзей, коллег или доверенные лица, оказывающие влияние на объект. Например, в 1980-х годах ЦРУ вербовало учёных через их коллег, работавших на Западе.

### Психологическое давление
Использование факторов страха, стресса, угроз или обещаний защиты для склонения объекта к сотрудничеству. Например, во время Холодной войны спецслужбы часто угрожали разоблачением или арестом членов семьи. Советская разведка также использовала постепенное вовлечение, начиная с безобидных задач, которые со временем перерастали в полноценное сотрудничество.

### Классификация мотивов вербовки по системе "RICE"
Психологические мотивы вербовки часто систематизируют по акрониму RICE (от англ. Reward, Ideology, Coercion, Ego), разработанному западными спецслужбами:
- Reward (вознаграждение) — материальная выгода (пример: Олдрич Эймс)
- Ideology (идеология) — политические убеждения (агенты-коммунисты в ЦРУ)
- Coercion (принуждение) — шантаж через компромат (Клейтон Лонтри)
- Ego (самовыражение) — жажда собственной значимости (Роберт Ханссен)

Советская разведка использовала схожую модель, но с акцентом на идеологию и принуждение.

### Тактики вербовки

#### Краш-подход
Прямое предложение сотрудничества после минимальной подготовки. Применяется, когда риск оправдан (например, у объекта есть лишь кратковременный доступ к секретам). По данным КГБ, таким методом был завербован Олег Пеньковский.

#### Постепенная вербовка
Многоэтапный процесс:
1. Установление контакта под ложным предлогом (например, совместный бизнес)
2. Мелкие просьбы (передача открытых документов)
3. Эскалация до прямого требования предоставления секретных данных

Так вербовали Джона Уокера, которого привлекли к сотрудничеству с разведкой, используя его финансовые проблемы.

## Психологические типы объектов вербовки
Объекты вербовочной разработки классифицируются по психологическим характеристикам, определяющим их мотивацию и уязвимости. Основные типы:

### Идейные
Люди, искренне поддерживающие цели вербующей стороны. Они часто завербовываются среди политически активных лиц, учёных, журналистов.

### Карьеристы
Готовы сотрудничать ради продвижения по службе, повышения социального статуса или получения влияния.

### Меркантильные
Мотивированы исключительно материальными выгодами.

### Уязвимые
Лица с компрометирующими обстоятельствами (долги, преступное прошлое, личные проблемы), поддающиеся давлению или шантажу.

### Авантюристы
Склонны к риску, часто вовлекаются в шпионскую деятельность ради острых ощущений.

### Классификация агентов по ролям
Советская разведка делила агентов на:
- Основные агенты:
  - Поставщики информации (шпионы)
  - Исполнители (диверсанты, убийцы)
  - Вербовщики (находят новых агентов)
- Вспомогательные агенты:
  - Связники (организуют мёртвые почтовые ящики, радиообмен)
  - Легализаторы (подделывают документы)
  - Владельцы безопасных домов/квартир (явок)

В ЦРУ аналогичные роли назывались access agents (агенты доступа).

## Этапы вербовки
Процесс включает пять стадий:
1. Выявление (Spotting) — поиск кандидатов через:
  - Открытые источники (пресса, соцсети)
  - Агентов-вербовщиков (например, учёных на конференциях)
2. Оценка (Assessing) — проверка благонадёжности:
  - Анализ биографии (долги, связи)
  - Контрольные встречи под прикрытием
3. Разработка (Development) — создание зависимости:
  - Подкуп малыми суммами
  - Фиктивные дружеские отношения
4. Вербовка (Recruitment) — прямое предложение
5. Управление (Handling) — обучение и контроль

Пример: вербовка Альфреда Редля австрийской контрразведкой включала все указанные этапы.

## Работа с агентурой
После успешной вербовки начинается этап работы с агентом, включающий:

### Инструктаж и обучение
Агент обучается методам разведывательной деятельности, конспирации и передаче информации.

### Контроль и проверка
Проводится наблюдение за работой агента, проверка предоставляемых им данных.

### Безопасность и конспирация
Важнейший аспект агентурной деятельности, включающий защиту агента, минимизацию риска разоблачения.

### Мотивирование и поддержка
Постоянное психологическое сопровождение, устранение сомнений, материальная или моральная поддержка.

## Вербовка в контрразведке
В контрразведке основное внимание уделяется вербовке лиц из враждебных разведывательных служб, террористических и преступных группировок. Здесь особенно важны:

### Двойные агенты
Работающие на обе стороны, но управляемые одной из них.

### Дезинформация
Использование завербованных агентов для распространения ложных данных.

### Оперативные игры
Создание искусственных ситуаций для выявления и нейтрализации противника.

### Выявление двойных агентов
Методы защиты от вербовки:
- Проверка прогнозов — если агент сообщает недостоверные данные
- Анализ поведения — изменения в привычках (например, внезапное богатство)
- Технические средства — применение полиграфа, анализ голоса

Пример: ЦРУ разоблачило Роберта Ханссена благодаря подозрительным финансовым операциям.

### Монографии
- Баррон Дж. (1984). КГБ: Внутренний взгляд. М.: Международные отношения. ISBN 5-7133-0227-3.
- Suvorov, Victor (1984). Inside Soviet Military Intelligence. New York: MacMillan. ISBN 0-02-615510-9.
- Richelson J.T. (1997). A Century of Spies: Intelligence in the Twentieth Century. Oxford University Press. ISBN 9780195113907.
- Эндрю К., Митрохин В. (2000). Архив Митрохина: КГБ в Европе и на Западе. М.: АСТ. ISBN 5-17-002867-4.
- Колпакиди А. И., Прохоров Д. П. (2004). КГБ: Приказано ликвидировать. Спецоперации советских спецслужб. М.: Эксмо. ISBN 5-699-06653-8.
- Гладков Т. К. (2010). Легендарные разведчики. М.: Вече. ISBN 978-5-9533-4732-2.
- Вайнер Т. (2013). ЦРУ. Правдивая история. М.: Центрполиграф. ISBN 978-5-227-04182-2.
- Christopher Andrew (2018). The Secret World: A History of Intelligence. Yale University Press. ISBN 978-0-300-23844-0.
- Хайнеман Р. (2018). Шпионы, которые изменили историю. М.: Альпина Паблишер. ISBN 978-5-9614-6710-4.
- Пельт М. (2019). Холодная война: Шпионы, секреты и шпионские игры. М.: Росмэн. ISBN 978-5-353-09215-7.